# Linia kolejowa nr 811
Linia kolejowa nr 811 – pierwszorzędna, jednotorowa, zelektryfikowana linia kolejowa o znaczeniu państwowym, łącząca posterunek odgałęźny Stary Staw z posterunkiem odgałęźnym Franklinów.
Linia stanowi łącznicę między linią kolejową Łódź Kaliska – Tuplice a linią kolejową Kluczbork – Poznań Główny i umożliwia przejazd pociągów z kierunku Kalisza w stronę Jarocina z pominięciem stacji Ostrów Wielkopolski i konieczności zmiany czoła pociągu.